# Кото а Мбулу
Кото аМбулу (Ката Мбул) (*д/н — бл. 1810) — 17-й н'їм (володар) держави Куба в 1776—1810 роках.

## Життєпис
Посів трон близько 1776 року після смерті небожа Мбо Пелиенг аНче. Продовжив політику централізації та обмеження вплив залежних та підвладних вождів. Зрештою наштовхнувся на повстання вождіств Нгенде і Пьенг, боротьба з якими тривала протягом усього панування Кото аМбулу. Лише наприкінці вдалося їх приборкати.
Також виступив проти вождівства Куфа, яке претендувало на вплив в регіоні, але військам Куби після запеклої війни вдалося завдати йому поразки та змусити платити данину. Представницю правлячого роду Куфи видав заміж за свого спадкоємця Міко міМбулу.
На момент смерті Кото аМбулу у 1810 року держава Куба набула найбільшого політичного й економічного піднесення.